# Rip Slyme
Rip Slyme, aussi stylisé RIP SLYME, est un groupe de hip-hop japonais, originaire de Kanagawa. Formé en 1993, il se compose de quatre membres, Ryo-Z, Ilmari, Pes et Su, et d'un DJ, Fumiya. Leur style de musique semble avoir des influences hip-hop old-school à l'image de Public Enemy, de De La Soul mais également des Beastie Boys. Leur single Super shooter est l'OST de l'anime du manga Gantz.

## Biographie
Le groupe est formé en 1994 par Ryo-Z et Ilmari, qui sont rejoints par Pes (qui était dans la même école que Ilmari). Le Rip, dans Rip Slyme, sont les initiales de leurs prénoms. Slyme était une célèbre marque de jouets pour enfants à cette période. Après avoir gagné un concours amateur, Young MCs In Town, ils publient leur premier album, Lips Rhyme, en 1995. Plus tard, ils recrutent DJ Fumiya (qui avait étudié sous le nom de DJ Yoggy de East End X Yuri) et Su (ex-danseur pour East End X Yuri). En 1998, ils publient leur deuxième album, Talkin' Cheap et prennent part à l'événement Total Communication de Dragon Ash.
Ils signent chez la major Warner Music Group en 2000. Puis ils publient plusieurs singles en indépendant dont les EP Underline No. 5 et Mata au hi made, avec l'aide du label Fantastic Plastic Machine. Mata au hi made est publié ua label Indies, dirigé par Warner Music Group. Leur premier single major s'intitule Stepper's Delight, et est publié le 22 mars 2001. Le titre est un jeu de mots avec le morceau Rapper's Delight du groupe The Sugarhill Gang. En 2002, ils remportent les MTV Video Music Awards Japan dans les catégories de nouvel arrivant, et groupe de hip-hop. La même année sort leur album à gros budget Tokyo Classic qui se vend à  un million d'exemplaires au Japon. Deux singles de l'album, Funkastic et Rakuen Baby, remportent les MTV Awards en 2003. Super Shooter est la face B de leur single Galaxy, qui est le thème de l'anime Gantz.
À la fin 2005 (après la sortie de Good Job! en août) en 2006, DJ Fumiya se met en pause maladie. Pour le remplacer, le groupe fait appel à un de leurs amis, DJ Soma. Pendant l'absence de Fumiya, de multiples collaborations et projets parallèles des autres membres émergent. Fumiya revient en concerts à la fin de l'été 2006, et pour la sortie du nouvel album de Rip Slyme, Epoch. Le 7 juillet 2007, Rip Slyme joue le single Nettaiya au Live Earth de Kyoto. Plus tard dans l'année sort leur quinzième single chez une major, Speed King, et leur septième album chez Warner, Funfair, peu après. En été 2008, ils publient Taiyou to Bikini. Dans l'année, trois singles numériques sont publiés. Leur huitième album, Journey, sort le 10 juin 2009.
Rip Slyme fournissent le voiceover et le générique de fin d'un épisode en japonais de Bob l'éponge. L'épisode est diffusé le 4 mai 2009.
En 2010, Rip Slyme est l'un des premiers lancés par le nouveau sous-label de  Warner Music, unBORDE.

## Projets parallèles
Ilmari forme un petit groupe avec Kj et BOTS de Dragon Ash, et Shigeo de Skebo King forme Steady and Co. Ce dernier groupe publie un premier album, Chambers, en 2001. Ilmari et Ryo-Z, aux côtés de Wise, Verbal de M-Flo, et Nigo le fondateur de A Bathing Ape forment un supergroupe connu comme les Teriyaki Boyz. Les Teriyaki Boya publient deux albums : Beef or Chicken (2005) et Serious Japanese (2009). En 2012, Ilmari forment un groupe rap-rock appelé The Beatmoss avec Kosen, Yas, et Sohnosuke. Le groupe publie deux albums : The Beatmoss Vol. 1 (2012) et The Beatmoss Vol. 2 (2013). Pes publiera son premier album solo, Suteki na Koto, en 2012,.

### Membres
- Ryo-Z : Ryōji Narita, né le 15 juillet 1974
- Ilmari : Keisuke Ogihara, né le 17 juin 1976
- Pes : Masatsugu Chiba, né le 27 décembre 1976
- Su : Kazuto Ōtsuki, né le 20 novembre 1973
- Dj Fumiya : Fumiya Takeuchi, né le 14 mars 1979

Ryo-Z et Ilmari font également partie des Teriyaki Boyz, un supergroupe de rap japonais associé au label (B)Ape Sounds.

## Discographie

### Albums studio
- 1995 : Lip's Rhyme
- 1998 : Talkin' Cheap
- 2000 : Underline no 5
- 2001 : Five
- 2002 : Tokyo Classic
- 2003 : Time to Go
- 2006 : Epoch
- 2007 : Funfair
- 2009 : Journey
- 2011 : Star
- 2013 : Golden Time
- 2015 : 10

### Autres
- 1998 : Hakujitsu/Mahiru ni Mita Yume, single, réédité sous le nom Hakujitsu xxx en 2001
- 1998 : Fade Awat/At the Lounge, single
- 1998 : Tones/Kaze ni Fukarete, single
- 2000 : Underline no 5, remix, single
- 2000 : Mata Au Hi Made, single, réédité en 2001
- 2001 : Stepper's Delight, single
- 2001 : Zatsunen Entertainment, single
- 2001 : One, single
- 2002 : Funkastic, single
- 2002 : Rakuen Baby, single
- 2002 : Blue Be-bop, single
- 2003 : Shortcuts!, DVD/VHS
- 2003 : Joint, single
- 2004 : Dandelion, single
- 2004 : Galaxy, single
- 2004 : Tasogare Surround, single
- 2004 : Masterpiece, album
- 2005 : Rought-Cut Five, DVD
- 2005 : Good Job!, best-of, réédité en X'mas édition fin 2005
- 2006 : Hot chocolate, single, vinyle en chocolat, promotion
- 2006 : Nightrider, single avec le groupe Quruli
- 2006 : Blow, single
- 2007 : Cut It Now!, DVD